# 이슬람 마치예프
이슬람 함자토비치 마치예프(러시아어: Исла́м Хамза́тович Маци́ев, 1973년 12월 10일~)는 러시아의 전직 유도 선수이다. 1996년 하계 올림픽과 2000년 하계 올림픽 남자 하프라이트급에 참가했으며 유럽 선수권 대회에서 은메달 1개, 동메달 1개를 획득했다.